# Episodi di That '70s Show (quarta stagione)
La quarta stagione della serie televisiva That '70s Show è andata in onda negli Stati Uniti sul canale Fox dal 25 settembre 2001 al 21 maggio 2002, mentre in Italia è stata trasmessa da Jimmy dal 25 dicembre 2003 al 30 gennaio 2004.
| nº | Titolo originale         | Titolo italiano             | Prima TV USA      | Prima TV Italia  |
| -- | ------------------------ | --------------------------- | ----------------- | ---------------- |
| 1  | It's a Wonderful Life    | La vita è meravigliosa      | 25 settembre 2001 | 25 dicembre 2003 |
| 2  | Eric's Depression        | La depressione di Eric      | 26 settembre 2001 | 26 dicembre 2003 |
| 3  | Pinciotti Vs. Forman     | Pinciotti contro Forman     | 2 ottobre 2001    | 29 dicembre 2003 |
| 4  | Hyde Gets a Girl         | Hyde ha la ragazza          | 9 ottobre 2001    | 30 dicembre 2003 |
| 5  | Bye-Bye Basement         | Addio seminterrato!         | 16 ottobre 2001   | 31 dicembre 2003 |
| 6  | The Relapse              | La ricaduta                 | 6 novembre 2001   | 1º gennaio 2004  |
| 7  | Uncomfortable Ball Stuff | Ballo al Price Mart         | 13 novembre 2001  | 2 gennaio 2004   |
| 8  | Donna's Story            | La storia di Donna          | 20 novembre 2001  | 5 gennaio 2004   |
| 9  | Forgotten Son            | Il figlio dimenticato       | 21 novembre 2001  | 6 gennaio 2004   |
| 10 | Red And Stacey           | Red e Stacey                | 27 novembre 2001  | 7 gennaio 2004   |
| 11 | The Third Wheel          | Il terzo in comodo          | 11 dicembre 2001  | 8 gennaio 2004   |
| 12 | An Eric Forman Christmas | Eric e lo spirito natalizio | 18 dicembre 2001  | 9 gennaio 2004   |
| 13 | Jackie Says Cheese       | Il Castello del formaggio   | 8 gennaio 2002    | 12 gennaio 2004  |
| 14 | Eric's Hot Cousin        | La cugina sexy              | 22 gennaio 2002   | 13 gennaio 2004  |
| 15 | Tornado Prom             | Ballo con tornado           | 5 febbraio 2002   | 14 gennaio 2004  |
| 16 | Donna Dates a Kelso      | Donna con un Kelso          | 5 febbraio 2002   | 15 gennaio 2004  |
| 17 | Kelso's Career           | La carriera di Kelso        | 12 febbraio 2002  | 16 gennaio 2004  |
| 18 | Leo Loves Kitty          | Leo ama Kitty               | 19 febbraio 2002  | 19 gennaio 2004  |
| 19 | Jackie's Cheese Squeeze  | Corna al formaggio          | 26 febbraio 2002  | 20 gennaio 2004  |
| 20 | Class Picture            | Foto di classe              | 19 marzo 2002     | 21 gennaio 2004  |
| 21 | Prank Day                | Il giorno degli scherzi     | 26 marzo 2002     | 22 gennaio 2004  |
| 22 | Eric's Corvette Caper    | La Corvette di papà         | 9 aprile 2002     | 23 gennaio 2004  |
| 23 | Hyde's Birthday          | Il compleanno di Hyde       | 23 aprile 2002    | 26 gennaio 2004  |
| 24 | That '70s Musical        | That 70's Show: Il musical  | 30 aprile 2002    | 27 gennaio 2004  |
| SP | That '70s Special        |                             | 30 aprile 2002    |                  |
| 25 | Eric's False Alarm       | Un falso allarme            | 7 maggio 2002     | 28 gennaio 2004  |
| 26 | Everybody Loves Casey    | Tutti amano Casey           | 14 maggio 2002    | 29 gennaio 2004  |
| 27 | Love, Wisconsin Style    | Donna esagera               | 21 maggio 2002    | 30 gennaio 2004  |